# بيدرو الثالث ملك البرتغال

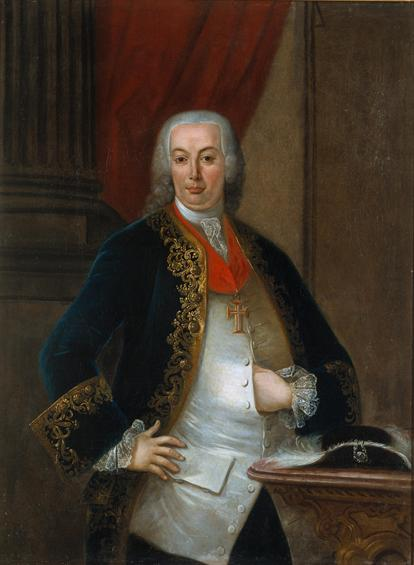
بيدرو الثالث

بيتر الثالث (البرتغالية: Pedro III )
(5 يوليو 1717 - 25 مايو 1786) أصبح ملك مملكة البرتغال والغرب مع زوجته التي هي أبنة أخيه التي أصرت على أن يصبح ملكاً معها الملكة ماري الأولى في عام 1777 التي تزوجها في وملك المشارك بجانبها حتى وفاته.

## سنوات الأولى
ولد بيدرو في تمام الساعة 12:00 ظهر يوم 5 يوليو 1717 في قصر ريبيرا في لشبونة ، البرتغال .  هو قد عمد في 29 أغسطس، وأعطي اسم بيدرو كليمنتي فرانسيسكو جوزيه أنطونيو.  وكان والداه الملك دوم جواو الخامس وزوجته الدونا ماريا آنا من النمسا .  وكان بيدرو الشقيق الاصغر لـ جوزيه الأول ملك البرتغال . كان جد من امه ليوبولد الأول، إمبراطور الإمبراطورية الرومانية المقدسة.

## حكم
بيدرو تزوج ابنة أخته ماريا، أميرة البرازيل ، في عام 1760، في الوقت الذي كانت هي وريثة الظني إلى العرش ثم عقدت من قبل أخيه جوزيه أولا وفقا للعرف، وبالتالي أصبح بيدرو ملك البرتغال من حق زوجته. كان لديهم ستة أطفال، من بينهم ابنه الأكبر على قيد الحياة كما أصبح أبنه الرابع الأمير جواو ملك البرتغال والبرازيل والغرب عند وفاة الملكة في 1816.
جعل بيدرو محاولة للمشاركة في الحكومة الشؤون، والإنفاق وقته الصيد أو في العبادات الدين.
دافع أيضا نبلاء البرتغال، والتي أشرفت على التماسات من المتهمين في قضية تافورا ، الذي كان موضوع الدعاوى القضائية الجديدة، الذي طالب ورثة رد ممتلكاتهم المصادرة إعادة التأهيل.
توفى عام 1786 وخلفته زوجته الملكة ماري الأولى التي أصبحت مجنونة بسبب فقدان أبنه البكر الأمير البرازيل جوزيه عام 1778 واصبح انفانتي جواو وريث العرش الجديد وكذلك اصضبح وصي عرش والدته من عام 1792 حتى وفاتها 1816 وذلك اعتلى العرش حتى وفاته 1826.